# Krak des Chevaliers
Krak des Chevaliers (karak je na sirskom "utvrda", dok je des Chevaliers na francuskom "Viteška"), na arapskom poznata kao Qal'at al-Ḥiṣn al Akrad (قلعة الحصن‎, "Utvrda Kurda"), je križarska utvrda u Siriji i jedan od najvažnijih sačuvanih tvrđava srednjeg vijeka. Nalazi se 40 km zapadno od grada Homsa, u blizini granice s Libanonom.
Utvrda je trenutačno u vlasništvu sirijske vlade, a od 2006. godine je zajedno s utvrdom Qal’at Salah El-Din, upisana na UNESCO-ov popis mjesta svjetske baštine u Aziji i Oceaniji kao "najvažniji primjer razmjene utjecaja i evolucije fortifikacijske arhitekture na Bliskom istoku tijekom bizantskog, križarskog i islamskog razdoblja".

## Povijest
Prva utvrda na strateškom položaju na brdu visokom 650 metara u prolazu Homs (tzv. "Vrata Sirije"), između planinskih vijenaca Antilibanona i An-nusajrijah, na putu od Antiohije za Bejrut i Sredozemlje, izgrađena je 1031. godine za emira Alepa. Ta utvrda je bila značajno drukčija od današnje: imala je samo jedan red zidina i to na mjestu današnjih unutarnjih zidina. Tijekom Prvog križarskog rata, 1099. godine zauzeo ga je Raymond IV., vojvoda Toulousea koji ga odmah napušta zbog marša prema Jeruzalemu.
God. 1110., ponovno ga zauzima Tankred Galilejski, a 1142. godine Raymond II., vojvoda Tripolija ga daruje vitezovima Ivanovcima u čijem posjedu ostaje do 1271. godine kao njihov stožer. Od 1150. godine biva proširen i temeljito obnovljen, te je u njemu moglo boraviti oko 50-60 vitezova i 2,000 vojnika pješaka. God. 1163., neuspješno ga je opsjedao Nur ad-Din, a do 1170. godine Ivanovci su završili njegove zidine i postali su neovisna sila na granici s muslimanima. Koncem 12. i početkom 13. stoljeća nekoliko potresa je nagnalo Ivanovce na popravke zidina.
Tijekom neuspješne opsade utvrde 1188. godine, Saladin je zarobio kaštelana utvrde koji je odveden do vrata i natjeran da naredi njihovo otvaranje.
God. 1217., tijekom Četvrtog križarskog rata, Hrvatsko-ugarski kralj Andrija II. je dao dodatno utvrditi vanjske zidine i plaćao je stražarske ophodnje.
Dana 8. travnja 1271. godine, utvrdu je osvojio mamelučki sultan Bajbars uz pomoć teških katapulta i mangonela, ali i prijevare. Naime, Bajbars je osigurao da dao branitelja dođe falsificirano pismo od križarskog zapovjednika u Tripoliju koji im naređuje da predaju utvrdu. Bajbars je iskoristio Krak de Chevaliers kao svoj stožer u napadu na Tripoli, a ivanovsku kapelu je pretvorio u džamiju.
God. 1935., utvrdu je kupila francuska vlada i otpočela je njezinu obnovu.
God. 2006. Krak des Chevaliers i Saladinova citadela su upisane na UNESCO-ov popis mjesta svjetske baštine u Aziji. No, zbog ratnih sukoba, 20. lipnja 2013. godine UNESCO je odlučio staviti svih šest mjesta svjetske baštine u Siriji na popis mjesta svjetske baštine u opasnosti

## Odlike
Današnji izgled, ova najveća križarska utvrda je dobila od 1150. do 1250. godine kada su izgrađene vanjske zidine, debele oko 3 m, sa sedam stražarskih tornjeva, zidina debelih 8-10 metara, koje su zatvarale koncentrični krug oko unutarnjih zidina. Unutarnje zidine su na dnu utvrđene talusom (kosim zidovima), a između vanjskih i unutarnjih zidna nalazila se velika otvorena cisterna koja se opskrbljivala akveduktom izvan utvrde. Od istočne strane dvorišta do portala unutarnjih zidina vodi krivudava rampa koja se lako mogla braniti s unutarnjih zidina. Zgrade u unutarnjem dvorištu su izgrađene u gotičkom stilu s prijemnom dvoranom, kapelom (s rijetkim sačuvanim križarskim freskama), nadsvođenim štalama (koje su mogle primiti stotine konja) i 120 metara dugim skladištem. Na vanjskim stijenama utvrde postojala su i druga skladišta i štale, uklesne u stijene. Neki pretpostavljaju da su u ovoj utvrdi Ivanovci mogli pretrpjeti opsadu punih pet godina.

## Vanjske poveznice
- Christian Sahner, "A Medieval Castle in the Middle East", The Wall Street Journal, 31. siječnja 2009.
- Galerija fotografija